# 25 watów
25 watów (hiszp. 25 Watts) – urugwajski komediodramat z 2001 roku w reżyserii Juana Pabla Rebelli i Pabla Stolla. Zdjęcia kręcono w Montevideo.
Film nagrodzony na MFF w Walencji, Karlowych Warach i Hawanie, a w Polsce pokazywany w ramach 3. Festiwalu Filmów Latynoamerykańskich.

## Opis fabuły
Chociaż już dawno świtało trójka przyjaciół nie może rozstać się po wczorajszej imprezie. Mimo że każdy z nich ma ważne sprawy do załatwienia, siedzą przed sklepem, piją tanie piwo i wspominają wydarzenia ostatniej nocy.

## Obsada
- Daniel Hendler – Leche
- Jorge Temponi – Javi
- Alfonso Tort – Seba
- Federico Veiroj – Gerardito
- Carolina Presno – Beatriz
- Gonzalo Eyherabide – Sandía
- Silvio Sielsky – Pitufo